# Eremophila shonae
Eremophila shonae är en flenörtsväxtart som beskrevs av Chinnock. Eremophila shonae ingår i släktet Eremophila och familjen flenörtsväxter. Inga underarter finns listade i Catalogue of Life.